# 伊卡拉瓜南麗魚
伊卡拉瓜南麗魚，為輻鰭魚綱鱸形目隆頭魚亞目慈鯛科的其中一種，分布於南美洲烏拉圭河流域，體長可達13.7公分，棲息在中底層水域，生活習性不明。

## 擴展閱讀
維基物種上的相關：伊卡拉瓜南麗魚